# Саут-Уэст-Нашенал-Парк
Саут-Уэст-Нашенал-Парк (англ. Southwest National Park — «Юго-Западный национальный парк») — национальный парк в юго-западной части Тасмании в 90 км западнее Хобарта.
В 1955 году был образован национальный парк Лейк-Педдер, включавший озеро Педдер и прилегающую к нему территорию. В 1970-е гг. после строительства нескольких плотин была затоплена гораздо бо́льшая территория, и на месте озера образовалось водохранилище.
Сегодня территория парка расширена до побережья и занимает площадь 6182 км². Хотя первые люди здесь жили ещё 25 тыс. лет назад, природа до сих пор испытывает малое влияние человека. Ландшафт малолесистый, преобладают пустоши. В национальном парке обитает золотистобрюхий травяной попугайчик, число особей которого в дикой природе оцененивается в 150—200 птиц. Растительность типична для острова — эвкалипт царственный и Ганна, атеросперма, нотофагус Каннингема, Phyllocladus aspleniifolius, мхи, папоротники.
К северо-востоку расположены Стикская и Верхняя Флорентинская долины с преобладанием первобытного леса.
В состав парка также входят малые острова у южного побережья Тасмании — Матсайкер, Де-Уитт, Флат-Уитч, Луиза и другие.